# Ilha Goodenough
Goodenough (chamada "Morata" em mapas antigos) é uma ilha das ilhas D'Entrecasteaux, na Papua-Nova Guiné. Está a leste da Nova Guiné. Administrativamente pertence à província de Milne Bay.
O relevo da ilha é muito inclinado até ao cume do monte Vineuo, que alcança os 2536 m de altitude, o que faz da ilha uma das mais íngremes do mundo.

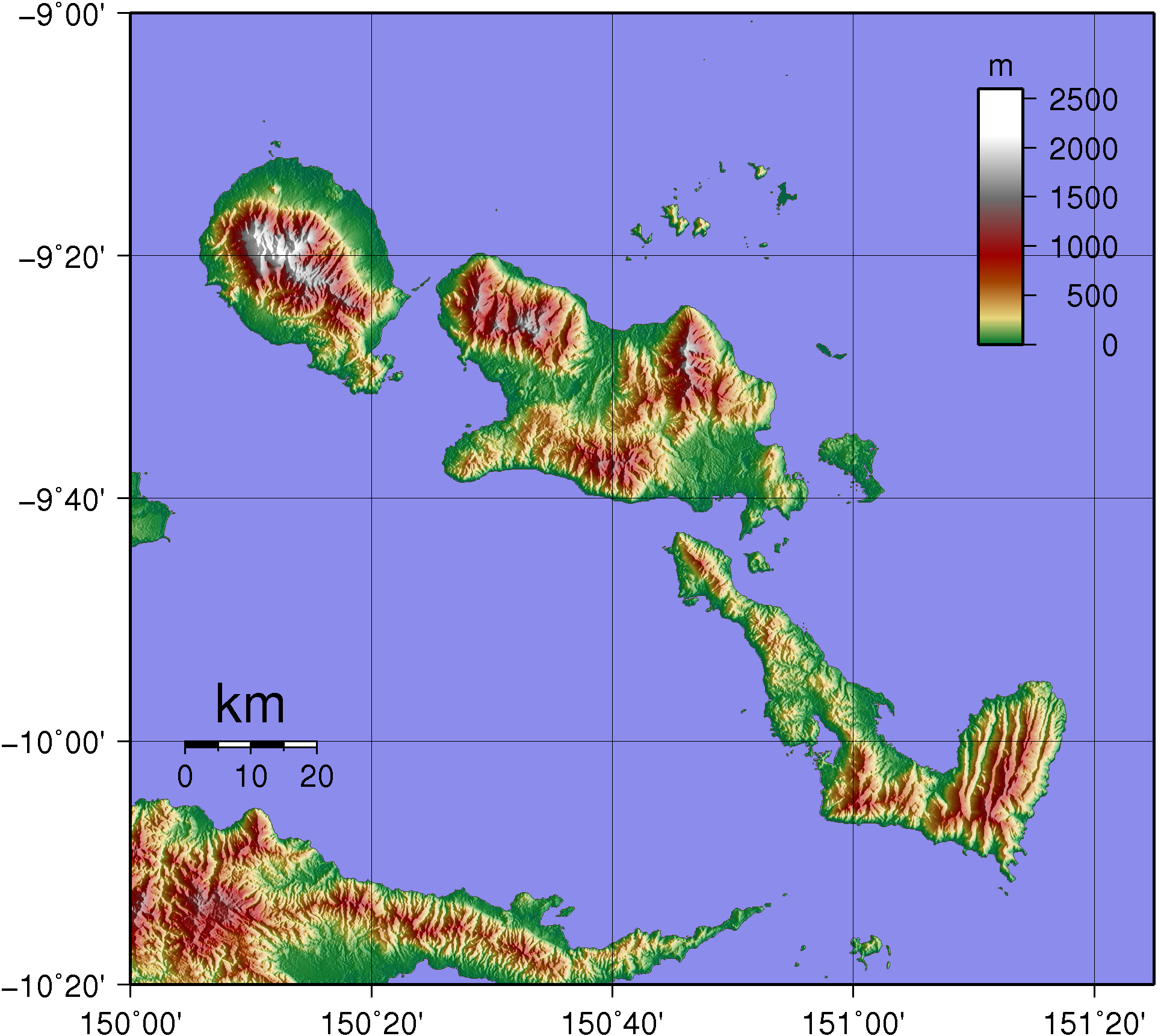
Mapa topográfico das ilhas D'Entrecasteaux